# Nygårdskyrkan
Nygårdskyrkan eller Nygårds kapell är en kyrkobyggnad som tillhör Åmåls församling i Karlstads stift. Den ligger i utkanten av centralorten i Åmåls kommun. Den byggdes 1981 och är ritat av arkitekten Lars-Erik Havstad, karlstad.

## Historia
Under 1970-talet planerade man att anlägga nuvarande Åmåls västra kyrkogård och Nygårdskyrkan (Nygårds kapell). Det var i samband med att det skulle bygga bostäder väster om staden. Tanken med kyrkan var att den både skulle kunna vara ett kapell för begravning och som en stadsdelskyrka. Kyrkan byggdes 1981 på Nygårds ägor.

## Inventarier
- Träskulptur. På västra gaveln finns en snidad träskulptur av ”Den uppståndne Kristus”, den är tillverkad av Ingmar Lööf, Kristinehamn.
- Iögonfallande träkors.
- Takstolar med fornnordiska drag.
- Klockstapel.
- Altartavlan som symboliserar livets träd med en kärna som är sprucken. Stammen med grenar bildar ett kors. Den är tillverkad av skulptören Ove Lindblom, Karlstad.

### Orgel
- 1981 byggdes en orgel av Lindegrens Orgelbyggeri AB, Göteborg. Orgeln är mekanisk och har ett tonomfång på 56/30.

| Huvudverk I   | Svällverk II      | Pedal      | Koppel |
| Rörflöjt 8´   | Gedackt 8´        | Subbas 16´ | I/P    |
| Principal 4´  | Rörflöjt 4'       | Gedackt 8' | II/P   |
| Blockflöjt 2' | Svegel 2'         |            | II/I   |
|               | Nasat 1 1/3'      |            |        |
|               | Tremulant         |            |        |
|               | Crescendosvällare |            |        |